# Димитър Йоцов
Проф. Димитър Ангелов Йоцов е историк, дипломат и политик. Неговите исторически трудове върху българската история в периода на Възраждането и Освобождението са отпечатани на френски, немски, италиански, английски, холандски и др. езици, което допринася изключително много за популяризирането на българската национална история и кауза сред европейската общественост.

## Биография
Димитър Ангелов Йоцов е роден през 1875 г. във Враца в заможното занаятчийско семейство на Йонка и хаджи Ангел Йоцови. Неговите прадеди са сред дарителите за построяването на храма „Св. Николай“ в центъра на града през 1867 г. Баща му е един от учредителите на местния революционен комитет и негов касиер, а след Освобождението е пръв полицейски началник в града, впоследствие съдия и народен представител. Бащата, Ангел Йоцов, е може би последният човек, получил писмо от поета и революционер Христо Ботев, след като вече е слязъл с четата си на българския бряг.
Димитър Йоцов учи първо във Враца, завършва гимназия в Русе, а през 1895 г. се записва във Висшата политическа школа в Париж, където изучава история и дипломация в Сорбоната. През този период дори прави френски превод на излезлия роман „Под игото“ на Иван Вазов.
В България Димитър Йоцов работи първо в редакционния комитет на списание „Летописи“, заедно с Иван Вазов, Константин Величков, Стоян Михайловски, Антон Страшимиров и Михалаки Георгиев. По-късно се прехвърля в Министерството на външните работи. Остър конфликт между него и главния секретар на министерството довежда положението до дуел, при което се намесва Борис Сарафов, по това време председател на Върховния Македоно-Одрински комитет.
Сарафов е научил за доста успешната разработка на Йоцов във Франция „Етнографията на Македония“ и през 1899 г. го изпраща с тайна мисия да работи в Куманово, Скопие и Тетово. ВМОРО го изпраща с тайна мисия и в Битоля, където полицията на султан Абдул Хамид го търси, за да го арестува, но младият врачанин бива спасен от българския дипломатически агент Тодор Пейов. По-късно Димитър Йоцов поема длъжността секретар в Екзархията в Цариград и става личен сътрудник на Екзарх Йосиф.
През 1908 г. в София, съвместно с други интелектуалци, основава вестник „Балканска трибуна“.
През 1909 г. заминава за Русия, за да проучи личните архиви на граф Игнатиев. Научните му трудове добиват широка известност, между които е „Граф Игнатиев и нашето Освобождение“. Подпредседател е на комитета „Народен бранител“ и е един от основателите на дружеството на българските публицисти и писатели.
През 1911-1912 г. е народен представител от Враца в Петото велико народно събрание.
От 1912 г. започва неговата дипломатическа кариера, заемайки първоначално длъжностите генерален консул на Царство България в Италия, Гърция и Германия. В Италия успява да издейства помощи за българските ранени войници през Балканската война, за което е награден с Дружествен кръст.
Заема се с изпълнението на опасна мисия в Гърция по време на Първата световна война, като прониква през фронта на французи и англичани и се добира до Солун по време на боевете при Дойранското езеро. Достига до Атина. След множество премеждия преминава Преспанското езеро и се озовава в щаба на Първа българска армия в Битоля, откъдето изпраща шифрована информация за положението в гръцката столица. За тази успешно изпълнена задаче на военен куриер е награден с Великия офицерски орден, втора степен.
През 1917 г. Димитър Йоцов в качеството му на генерален консул, акредитиран при хамбургския сенат, след мисия в Швейцария с тайни преговори за сепаративен мир разкрива пред българското правителство поверителни разпоредби на Германската главна квартира за участта на Добруджа и подготвителните етапи на германската експанзия на Балканите. По-нататък взима участие и в Брест-Литовските преговори за мир.
Национална катастрофа, породена от загубата в Първата световна война, и промяната на режима в България слагат край на политическата му кариера. През 1919 г. Димитър Йоцов се установява да живее със семейството си в Берлин, където се отдава научна дейност.
Като по това време в продължение на 15 години работи по написването на двутомната „Културно-политическа история на Враца“.
По време на Втората световна война Димитър Йоцов се завръща в България и заема длъжността хоноруван професор по политическа история във Военното училище в София.
Заклеймен като „реакционен“ учен, проф. Йоцов попада в списъка на забранените автори в годините на тоталитарния режим. Така той остава почти непознат за няколко поколения българи. Умира в София на 7 август 1969 г.
Преди Балканската война Димитър Йоцов се жени за Райна Вълнарова (1883–1958), дъщеря на разградския учител, национал–революционер, адвокат и народен представител Петко Вълнаров, от която има 2 сина – Ангел и Димитър и 2 дъщери – Жана и Дора (Иванка и Тодорка).